# Mevleví

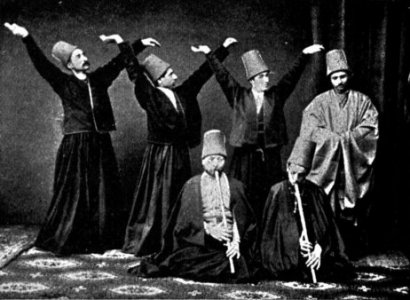
Derviches, fotografía de 1887.

Mevleví o Derviches giradores es una orden (tariqa) de derviches de Turquía, fundada por los discípulos del gran poeta sufí Yalal al-Din Muhammad Rumi en el siglo XIII. El centro de la orden está en Konya (Turquía).
Se conoce también a los mevleví como derviches giradores o giróvagos porque tienen una ceremonia de danza-meditación, llamada Sama, que consiste en una danza masculina acompañada por música de flauta y tambores. Los danzantes giran sobre sí mismos con los brazos extendidos, simbolizando "la ascendencia espiritual hacia la verdad, acompañados por el amor y liberados totalmente del ego". La ceremonia se originó entre los místicos de la India y los sufís turcos. El Sama, como ceremonia mevleví, fue proclamado en 2005 e inscrito en 2008 en la Lista representativa del Patrimonio Cultural Inmaterial de la Humanidad de la Unesco.
Los mevlevíes (de la voz árabe mawlana, mevlana en turco, "nuestro maestro", sobrenombre de ar-Rumí) alcanzan el éxtasis místico (uaÿd) en virtud de la danza (samá’), símbolo del baile de los planetas. Los derviches (del persa darwish: "visitador de puertas") mevlevíes giran sobre sí mismos hasta conseguir el éxtasis. La danza es acompañada de flautas, atabales, tamboriles, una especie de violines llamados kamanché y laúdes de mástil largo como el saz turco. Esta tradición musical se desarrolló a través de la ceremonia maulawiyya llamada Ain Sharif, que ha tenido compositores famosos como Mustafa Dede (1610-1675, Mustafa Itri (1640-1711) o el derviche Alí Siraÿaní (m. 1714). Rumí dijo: 

«El samá’ es el adorno del alma que ayuda a ésta a descubrir el amor, a experimentar el escalofrío del encuentro, a despojarse de los velos y a sentirse en presencia de Dios»

Los mevlevíes fueron una orden sufí muy reconocida dentro del imperio otomano y entre ellos hubo varios funcionarios gubernamentales de importancia dentro del Califato. El centro de su religión fue la ciudad de Konya en Turquía, donde actualmente descansan los restos de Rumi en una mezquita que ha sido convertida en museo. También existe un monasterio mevleví en Estambul en las cercanías de la Torre de Gálata. Los mevlevíes dieron al mundo una serie de músicos y poetas de gran nombre, entre los que destacan Sheikh Ghalib, Ismail Ankaravi y Abdullah Sari. 
La práctica pública del sufismo fue prohibida en Turquía por el régimen republicano de Kemal Ataturk en 1923 y como consecuencia la orden mevleví no pudo seguir realizando sus actividades habituales en público, sino de modo reservado; pero para los años 1950, el gobierno turco advirtió que la danza derviche era una buena atracción turística y permitió nuevamente a los derviches realizar su ceremonia en Konya, en el aniversario de la muerte de Rumi. Hoy en día los derviches se presentan regularmente en los sitios de atracción turística, incluidos festivales de música en el extranjero, aunque los modernos derviches danzantes no mantienen la disciplina sufí de la época otomana.